# Vaarantakasenlampi
Vaarantakasenlampi är en sjö i Finland. Den ligger i kommunen Kemijärvi i landskapet Lappland, i den norra delen av landet, 800 km norr om huvudstaden Helsingfors. Vaarantakasenlampi ligger 220,3 meter över havet. Arean är 7,4 hektar och strandlinjen är 1,19 kilometer lång. Sjön  ingår i Kemi älvs huvudavrinningsområde. 